# 即時
| ウィキペディアには「即時」という見出しの百科事典記事はありません（タイトルに「即時」を含むページの一覧/「即時」で始まるページの一覧）。 代わりにウィクショナリーのページ「即時」が役に立つかもしれません。 |